# Ганейзер Євген Адольфович
Євген Адольфович Ганейзер (нар. 1861, Бессарабська губернія — 1938) — російський і український письменник, публіцист.
Здобув спеціальність агронома, працював на цукровому заводі і залізниці. Завідував відділенням відчуження майна в уряді Скоропадського. Виступав за возз'єднання Криму з Україною під управлінням намісника гетьмана (1918). Для поширення проукраїнських настроїв у Криму МЗС Української Держави видавало кошти на підтримку трьох газет, одну з яких редагував Євген Ганейзер. Через нього в Крим передавали гроші на фінансування української преси.
Брав участь в «Санкт-Петербургских Ведомостях» (в кінці 1890-х); член редакції «Сына Отечества» (1904) та «Страны» (1906). Друкував нариси та оповідання у «Вестнике Европы» (1886 — «История»), «Северном Вестнике» (1887 — «Тарусин Кут»), «Книжках Недели», «Русском Богатстве» («В ожидании поезда», «Поверка Нужды», «Летний Сезон», «У прокаженных» та ін.). В «Русских Ведомостях» розмістив враження від поїздки на Далекий Схід (1903–1904). Надрукував п'єсу українською мовою «Заклята Крыныця» (Харків, 1884; 2-е вид., К., 1886), переклад з польської повістей Б. Пруса, «Праздник Татей» (1909).